# Take It Easy
「Take It Easy」（テイク・イット・イージー）は、RIP SLYMEの23枚目のシングル。2016年3月2日にunBORDE (Warner Music Japan)より発売された。
同年6月22日には12inchシングルとして「Take It Easy / Baile TOKYO」がリリースされた。

## 概要
表題曲は映画『珍遊記』主題歌に採用され、カップリングの「Drop!」も同映画のエンディングテーマに使用されている。PESは「私達の様なクソ野郎共のクソいかれた曲ではありますが、何とか映画の世界観に混ざれたら良いなとクッソ思っております」とコメントしている。
5555枚初回完全限定盤は「デザイナーズ ミニうんちタオル」付きで、通常版初回プレスのみ「お目目うんちステッカー」付き。
2018年10月30日にRIP SLYMEが活動休止及びPESとSUがグループを脱退したため、この作品が5人体制でのラストシングルとなった。活動再開後に発売されたベストアルバム『GREATEST FIVE』にも収録されていない為、本シングルはアルバム未収録である。

## 収録曲
全作詞：RYO-Z, ILMARI, PES, SU / 作曲・編曲：PES
1. Take It Easy [4:24]
  - 映画『珍遊記』主題歌。映画主題歌の依頼を受けてから制作され、タイトルは同映画の原作が気楽な感じに終わるところがいいなと思い採用された。ILMARIのソロパートはなく、SUが発音の酷さから断念した英語詞のパートを担当している。歌詞中にある「着の身着のままキノミナナ」はSUが以前所属していたダンスグループの名称である。作曲はPESが担当しているが、DJ FUMIYAが別の楽曲制作 (「Baile TOKYO」)に追われていたため、とりあえずPESが制作していると締切が近づいたため、1人で完成させたという。ただ、PESは「シングルとして出す考えはなかった」と話している[4]。
2. Drop! [4:20]
  - 映画『珍遊記』エンディングテーマ。当初エンディングテーマには違う楽曲を提出していたが、「FUNKASTIC」のような楽しく終わる感じにしたい、という意見をもらい新たに制作された。そのためシーケンスも「FUNKASTIC」と同じである[4]。

## Take It Easy / Baile TOKYO

### 収録曲
A-SIDE
1. Take It Easy [4:24]

B-SIDE
1. Baile TOKYO [4:03]
(作詞：RYO-Z, ILMARI, PES, SU / 作曲：DJ FUMIYA)
  - 映画『BAILE TOKYO』主題歌、FC東京公認 2016シーズン応援ソング。